# Liste der Bodendenkmale in Sirksfelde
In der Liste der Bodendenkmale in Sirksfelde sind die Bodendenkmale der Gemeinde Sirksfelde nach dem Stand der Bodendenkmalliste des Archäologischen Landesamts Schleswig-Holstein von 2016 aufgelistet.
| Denkmal-ID           | Befundart           | Bezeichnung                              | Zeitstellung                 | Lage | Bemerkungen       | Bild |
| -------------------- | ------------------- | ---------------------------------------- | ---------------------------- | ---- | ----------------- | ---- |
| aKD-ALSH-Nr. 001 082 | Grabmal > Grabhügel | Grabhügel                                | Vor- und/oder Frühgeschichte |      |                   |      |
| aKD-ALSH-Nr. 001 083 | Grabmal > Grabhügel | Grabhügel                                | Vor- und/oder Frühgeschichte |      |                   |      |
| aKD-ALSH-Nr. 001 084 | Grabmal > Grabhügel | Grabhügel                                | Vor- und/oder Frühgeschichte |      |                   |      |
| aKD-ALSH-Nr. 001 085 | Grabmal > Langbett  | Langbett/Steinreihe                      | Neolithikum                  |      | = Sirksfelde LA 4 |      |
| aKD-ALSH-Nr. 001 086 | Grabmal > Grabhügel | Grabhügel                                | Vor- und/oder Frühgeschichte |      |                   |      |
| aKD-ALSH-Nr. 001 087 | Grabmal > Grabhügel | Grabhügel                                | Vor- und/oder Frühgeschichte |      |                   |      |
| aKD-ALSH-Nr. 001 088 | Grabmal > Grabhügel | Grabhügel                                | Vor- und/oder Frühgeschichte |      |                   |      |
| aKD-ALSH-Nr. 001 089 | Grabmal > Grabhügel | Grabhügel                                | Vor- und/oder Frühgeschichte |      |                   |      |
| aKD-ALSH-Nr. 001 090 | Grabmal > Grabhügel | Grabhügel                                | Vor- und/oder Frühgeschichte |      |                   |      |
| aKD-ALSH-Nr. 001 091 | Grabmal > Grabhügel | Grabhügel                                | Vor- und/oder Frühgeschichte |      |                   |      |
| aKD-ALSH-Nr. 001 092 | Grabmal > Grabhügel | Grabhügel                                | Vor- und/oder Frühgeschichte |      |                   |      |
| aKD-ALSH-Nr. 001 093 | Grabmal > Grabhügel | Grabhügel                                | Vor- und/oder Frühgeschichte |      |                   |      |
| aKD-ALSH-Nr. 001 094 | Grabmal > Grabhügel | Grabhügel                                | Vor- und/oder Frühgeschichte |      |                   |      |
| aKD-ALSH-Nr. 001 095 | Befestigung > Burg  | Burg/Motte/Ringwall/Turmhügel „Wallberg“ | Mittelalter                  |      |                   |      |
| aKD-ALSH-Nr. 001 096 | Befestigung > Burg  | Burg/Motte/Ringwall/Turmhügel            | Mittelalter                  |      |                   |      |
| aKD-ALSH-Nr. 001 097 | besonderer Stein    | Inschriftenstein/Grenzstein/Schalenstein |                              |      |                   |      |
| aKD-ALSH-Nr. 001 098 | Grabmal > Grabhügel | Grabhügel                                | Vor- und/oder Frühgeschichte |      |                   |      |
| aKD-ALSH-Nr. 001 099 | Grabmal > Grabhügel | Grabhügel                                | Vor- und/oder Frühgeschichte |      |                   |      |
| aKD-ALSH-Nr. 001 100 | Grabmal > Grabhügel | Grabhügel                                | Vor- und/oder Frühgeschichte |      |                   |      |
| aKD-ALSH-Nr. 001 101 | Grabmal > Grabhügel | Grabhügel                                | Vor- und/oder Frühgeschichte |      |                   |      |
| aKD-ALSH-Nr. 001 102 | Grabmal > Grabhügel | Grabhügel                                | Vor- und/oder Frühgeschichte |      |                   |      |
| aKD-ALSH-Nr. 001 103 | Grabmal > Grabhügel | Grabhügel                                | Vor- und/oder Frühgeschichte |      |                   |      |
| aKD-ALSH-Nr. 001 104 | Grabmal > Grabhügel | Grabhügel                                | Vor- und/oder Frühgeschichte |      |                   |      |